# Jake Silbermann
Jake Andrew Silbermann (ur. 1 czerwca 1983 w Nowym Jorku) – amerykański aktor telewizyjny, teatralny i filmowy. Wystąpił w roli Noaha Mayera w operze mydlanej CBS As the World Turns.

## Życiorys

### Wczesne lata
Urodził się w Nowym Jorku w rodzinie pochodzenia żydowskiego jako syn Ellen i Jonathana Silbermanna. Ukończył studia na wydziale teatralnym Syracuse University. Wystąpił w przedstawieniach: Piñata, Trzy siostry i True West.

### Kariera
Po raz pierwszy znalazł się przed kamerami jako Jeff w filmie Brunch of the Living Dead (2006).
1 czerwca 2007 przyjął rolę Noaha Mayera w operze mydlanej CBS As the World Turns. Między Noahem a Luke Snyderem (granym przez Vana Hansisa) doszło do pierwszego gejowskiego pocałunku w historii amerykańskich oper mydlanych z tzw. pasma daytime. Po raz ostatni pojawił się w serialu 16 września 2010.
Pojawił się również gościnnie w serialach: Guiding Light (2007) jako portier, Plotkara (Gossip Girl, 2008) jako chłopak, Żona idealna (The Good Wife, 2012) jako Jared Buck, zapaśnik z college'u, którego była dziewczyna została zgwałcona i Impersonalni (Person of Interest, 2014) jako Phil Cain, młody oficer NYPD. Grał też na scenie Off-Broadwayu w widowisku Dracula (2010) jako Jonathan Harker na deskach Little Shubert Theater i na Broadwayu w spektaklu The Assembled Parties (2013) jako Scotty/Tim Bascov w Manhatthan Theatre Club.